# Grand Etang Lake
Grand Etang Lake ist einer von zwei Kraterseen (der andere ist der Lake Antoine) auf der Karibik-Insel Grenada. Er liegt im Herzen der Insel im Parish Saint Andrew.

## Name
Der Name ist eigentlich tautologisch, denn er kommt aus dem Französischen, wo Étang ein stehendes Gewässer bezeichnet. Grand Etang Lake heißt also wörtlich übersetzt: Großer Teich-See. Der See ist auch im Wappen Grenadas unter dem Schild dargestellt.

## Geographie
Der See bildet das Herzstück des Grand Etang National Park & Forest Reserve und liegt in 550 m Höhe, ca. 3 km südwestlich von Morne Longue. Er hat nur etwa 400 m Durchmesser, ist nicht so regelmäßig rund wie der Lake Antoine und wird eingefasst von dem Kraterrand, der an seiner höchsten Stelle, etwa 700 m weiter nördlich an der Grenze zum Parish St. George, bis auf 700 m ansteigt. Mount Qua Qua ist vom See aus zu sehen. An der Straße, die von St. George’s im Südwesten über Constantine und St. Margaret nach Grenville an der Ostküste verläuft, liegt ein Besucherzentrum. Etwa 1,5 km weiter östlich befinden sich die Seven Sisters Falls bei St. Cyr.

## Folklore
Legenden erzählen, dass im See eine Meerjungfrau lebt, die unvorsichtige Besucher in ihr Unterwasser-Schloss entführt.

## Natur
Aufgrund der unterschiedlichen Höhenlagen weist der Nationalpark verschiedene Ökozonen auf. Geführte Touren sind erhältlich. Wanderungen rund um den See führen durch die tropische Vegetation und vorbei an zahlreichen Sturzbächen.
Es gibt viele Eidechsen, Gürteltiere sowie Monameerkatzen. Zahlreiche Vogelarten wie Breitflügelbussard (Buteo platypterus), Antillensegler (Chaetura martinica), Antillenorganist (Chlorophonia flavifrons), Purpurkehl-Antillenkolibri (Eulampis jugularis), Antillenhaubenkolibri (Orthorhyncus cristatus), Rotkappentangare (Stilpnia cucullata), Indianerblässhuhn (Fulica americana), Fischadler (Pandion haliaetus), Drosseluferläufer (Actitis macularius) und Reiher (Ardeidae) können hier beobachtet werden.
Von besonderer Bedeutung ist das Vorkommen des auf Grenada endemischen Grenada-Frosches (Pristimantis euphronides), der von der IUCN als „gefährdet“ eingestuft wird.